# La bruixa del migdia
La bruixa del migdia (en txec Polednice), op. 108, B. 196, és un poema simfònic escrit l'any 1896 per Antonín Dvořák que es va inspirar en el poema de Karel Jaromír Erben Polednice de la col·lecció Kytice. Polednice es basa en el dimoni del migdia de la mitologia eslava. Forma part d'un conjunt d'obres orquestrals tardanes inspirades en temes nacionals que es van escriure després del seu retorn a la seva Bohèmia natal des dels Estats Units.

## Argument
Una mare adverteix al seu fill que, si no es porta bé, cridarà a la Bruixa del migdia perquè se l'emporti. No es comporta, i la bruixa arriba a les dotze en punt. La bruixa, descrita com una criatura horrible, demana pel nen. La mare, espantada perquè realment hagi vingut la bruixa, agafa el seu fill i la bruixa comença a perseguir-los. Finalment, la mare es desmaia, agafant el seu fill. Més tard, el pare arriba a casa i es troba que la seva dona desmaiada amb el cadàver del seu fill als braços. La mare havia ofegat accidentalment el seu fill mentre el protegia de la bruixa. La història acaba amb el lament del pare pel terrible esdeveniment.

## Composició
La peça està escrita per a flautí, dues flautes, dos oboès, dos clarinets en la, clarinet baix en la, dos fagots, quatre trompes (en fa i mi), dues trompetes en do, tres trombons, tuba, timbales, plats, bombo, triangle, campana tubular i cordes.
La música de Dvořák segueix de prop la història i l'orquestració s'utilitza sovint per il·lustrar personatges i esdeveniments: l'⁣oboè i el clarinet baix s'utilitzen per representar el nen que es porta malament i la bruixa respectivament, mentre que dotze cops de campana indiquen l'arribada del migdia. Durant la persecució de la bruixa, la música alterna entre dues mètriques diferents com un altre dispositiu dramàtic.
Es va oferir una actuació semipública al Conservatori de Praga el 3 de juny de 1896 sota la direcció d'Antonín Bennewitz. La seva primera estrena pública va ser el 21 de novembre de 1896, a Londres, sota la batuta de Henry Wood. La peça dura uns 13 minuts.